# Metaloprotein

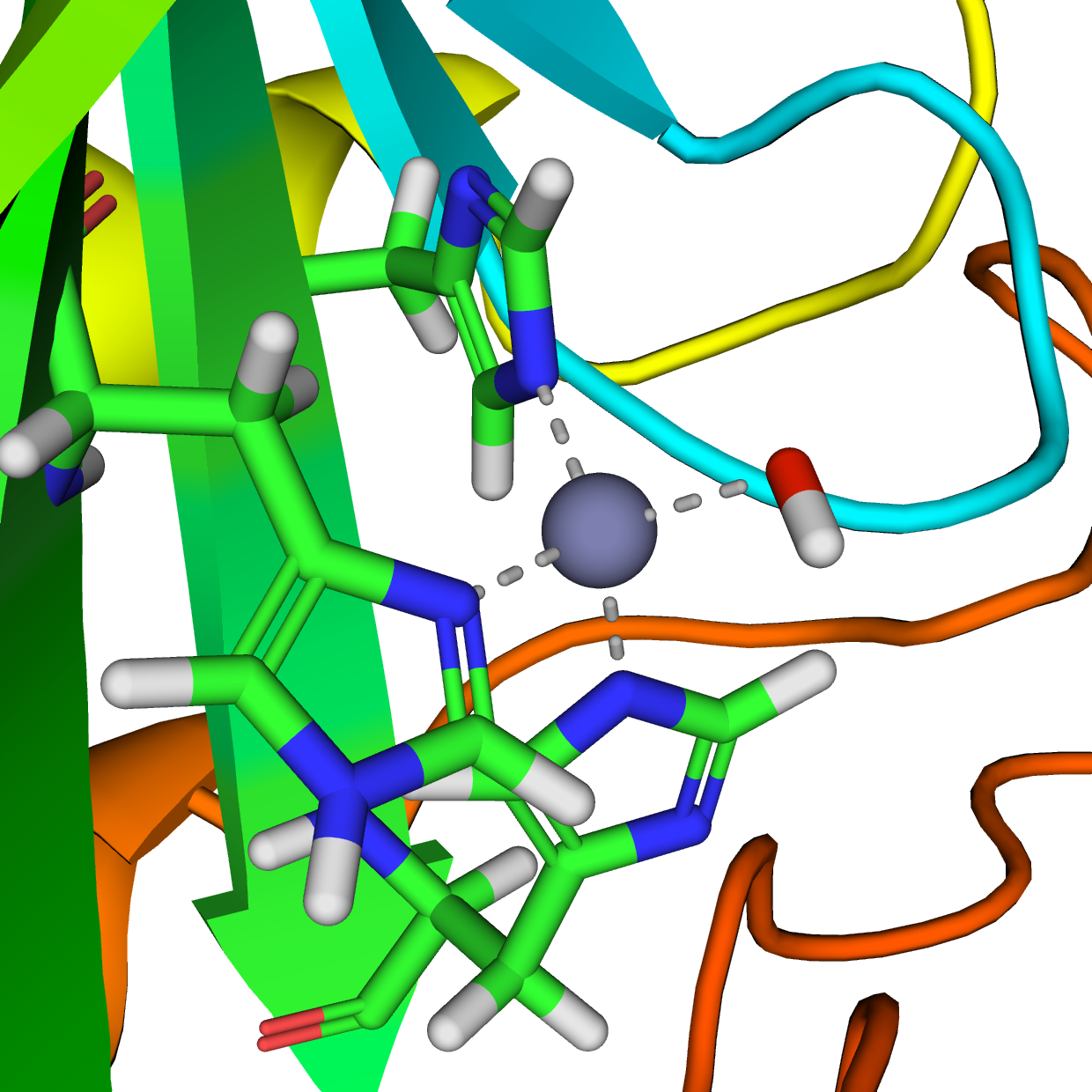
Zinek v molekule karbonické anhydrázy

Metaloprotein je protein, který obsahuje kov jako kofaktor nebo prostetickou skupinu.
Mezi metaloproteiny patří např.:
- hemoproteiny (hemoglobin, myoglobin, …)
- hemerythrin
- hemocyanin
- vanabin